# Boden
Boden je město v kraji Norrbotten ve Švédsku. Leží na řece Luleälven ve vzdálenosti 36 km severozápadně od města Luleå. V roce 2015 ve městě žilo 16 830 obyvatel.

## Dějiny
První zmínka vzpomíná v místech dnešního města vesnici se sedmi domy okolo roku 1500. Počátky města souvisí se vznikem železniční křižovatky v roce 1894. Město se začalo rozrůstat na začátku 20. století okolo stejnojmenné pevnosti. Pevnost sloužila jako ochrana před případným útokem ze strany Ruska. V roce 1919 obdrželo status města. V roce 1971 se to stalo sídlem stejnojmenné obce.